# Bogdan Wróbel
Bogdan Wróbel (ur. 9 lutego 1976 w Sochaczewie) –były polski rugbysta występujący przeważnie na pozycji łącznika ataku. Wielokrotny reprezentant kraju w odmianie 15- oraz 7-osobowej, praktycznie przez całą swoją karierę związany z Orkanem Sochaczew.

## Kariera klubowa i trenerska
Bogdan Wróbel jest wychowankiem sochaczewskiego Orkana, do którego po raz pierwszy trafił w 1990 roku. W 1991, 1992 i 1993 roku wywalczył wraz z nim srebrne medale mistrzostw Polski kadetów, w 1993 i 1995 roku srebrne medale wśród juniorów, zaś w 1994 roku medal brązowy w tej samej kategorii wiekowej.
W 1998 roku został wybrany Zawodnikiem Roku PZR. Rok później przez krótki czas reprezentował barwy AZS-AWF Warszawa. W 2000 roku wspólnie z Maciejem Brażukiem tymczasowo prowadził zespół seniorów Orkana.
W sezonie 2000/2001 zdobył w lidze 160 punktów, dzięki czemu uplasował się na drugim miejscu w klasyfikacji na najlepiej punktującego zawodnika rozgrywek. W 2001 roku został wybrany rugbystą roku w Polsce; otrzymał również Honorową Srebrną Odznakę PZR.
Podobne rezultaty uzyskał także w sezonie 2003/2004 Wróbel, kiedy był jednym z najlepszych polskich zawodników. Polski Związek Rugby uznał go najlepszym zawodnikiem rugby 7 (w latach 1999–2002 zdobył cztery medale mistrzostw Polski w tej odmianie), wyróżniając jednocześnie za osiągnięcia uzyskane w „piętnastkach”.
Pomimo wysokich ocen, sezon Wróbla nie może być uznany za szczęśliwy, gdyż w maju 2004 roku brał udział w groźnym wypadku samochodowym. Trzech zawodników Orkana – Konrad Pisarek, Mariusz Śmielak i Bogdan Wróbel – podróżowało samochodem osobowym z Cetniewa do Sopotu. Prowadzony przez Pisarka samochód w okolicy Pucka uderzył w drzewo, po tym jak inny pojazd wymusił pierwszeństwo przejazdu. Wróbel doznał poważnych obrażeń kręgosłupa (pęknięty kręg lędźwiowy); niezbędna była operacja neurochirurgiczna. Chociaż ze względu na wypadek Wróbel był zmuszony opuścić trzy ostatnie kolejki ligowe, to i tak okazał się być drugim najskuteczniejszym zawodnikiem tych rozgrywek – zdobył w nich 129 punktów.
Po wypadku Wróbel wrócił do pełnej sprawności, jednak powrót do aktywnego uprawiania sportu musiał być odłożony w czasie.
W 2007 roku był asystentem Grzegorza Kacały na stanowisku trenera Orkana, zaś w nowym sezonie został samodzielnym szkoleniowcem drużyny z Sochaczewa. Niestety prowadzony przez niego Orkan spadł z I ligi. Jesienią 2008 roku Wróbel powrócił na boisko i został grającym trenerem zespołu.
W roku 2009 drużyna Orkana, której zarówno zawodnikiem, jak i opiekunem był Wróbel zdobyła brązowy medal mistrzostw Polski w rugby 7-osobowym. W rozgrywkach „piętnastek” wróbel zdobył 54 punkty, co było drugim najlepszym wynikiem w drugiej lidze. Rok później Orkan z Wróblem w składzie występował w ekstraklasie, gdzie zdobył brąz. Sochaczewski zespół powtórzył również wyczyn sprzed roku, zajmując trzecie miejsce wśród siódemek.
W czerwcu 2011 roku Wróbel ogłosił swoją rezygnację z pozycji szkoleniowca Orkana, pozostając jednocześnie aktywnym zawodnikiem. Przed rozpoczęciem nowego sezonu okazało się jednak, że będzie nadal prowadził zespół z Sochaczewa. Pełnił tę funkcję do końca 2016 roku.
Wróbel był współzałożycielem, a następnie wiceprezesem stowarzyszenia Rugby Klub Orkan Sochaczew, po jego odłączeniu od Miejskiego Klubu Sportowego Orkan w lutym 2010 roku.

## Kariera reprezentacyjna
Wróbel rozpoczynał karierę na arenie międzynarodowej na szczeblu juniorskim. Uczestniczył w Mistrzostwach Świata w 1993 (4. miejsce, porażka w małym finale z Włochami), 1994 (7. miejsce) i 1995 roku (12. miejsce).
W reprezentacji seniorskiej zadebiutował 25 maja 1995 roku w spotkaniu z Danią rozgrywanym w ramach turnieju Baltic Cup (zwanego też igrzyskami bałtyckimi). Już trzy dni później, podczas pojedynku ze Szwecją zdobył pierwsze w swojej karierze punkty w reprezentacji.
Ostatnim meczem Wróbla w drużynie narodowej był mecz z 24 kwietnia 2004, kiedy to Polacy ulegli Holendrom 18:29. W tym meczu wychowanek Orkana zdobył 13 punktów. Kilka dni później karierę Wróbla przerwał wypadek samochodowy.
W chwili zakończenia kariery reprezentacyjnej w wieku zaledwie 28 lat Wróbel ze 134 punktami był trzecim najlepiej punktującym zawodnikiem w historii reprezentacji Polski (za Januszem Urbanowiczem oraz Czesławem Jagieniakiem). Dopiero w marcu 2013 roku jego rezultat poprawił David Chartier.

### Statystyki
| Drużyna narodowa | Rok  | Mecze | Punkty |
| ---------------- | ---- | ----- | ------ |
| Polska           |      |       |        |
| 1995             | 3    | 20    |        |
| 1996             | 4    | 28    |        |
| 1997             | 6    | 24    |        |
| 1998             | 5    | 5     |        |
| 1999             | 4    | 21    |        |
| 2000             | 6    | 6     |        |
| 2001             | 3    | 0     |        |
| 2002             | 1    | 0     |        |
| 2003             | 3    | 17    |        |
| 2004             | 1    | 13    |        |
| Suma             | Suma | 36    | 134    |

| Występy w reprezentacji Polski | Występy w reprezentacji Polski | Występy w reprezentacji Polski     | Występy w reprezentacji Polski | Występy w reprezentacji Polski | Występy w reprezentacji Polski |
| Lp.                            | Data                           | Stadion, miasto                    | Przeciwnik                     | Wynik                          | Zdobyte punkty                 |
| ------------------------------ | ------------------------------ | ---------------------------------- | ------------------------------ | ------------------------------ | ------------------------------ |
| 1.                             | 25.05.1995                     | Kopenhaga                          | Dania                          | 9:16                           | 0                              |
| 2.                             | 28.05.1995                     | Kopenhaga                          | Szwecja                        | 48:15                          | 5                              |
| 3.                             | 28.10.1995                     | Łódź                               | Belgia                         | 30:10                          | 15                             |
| 4.                             | 12.05.1996                     | Sochaczew                          | Rumunia                        | 9:40                           | 6                              |
| 5.                             | 25.05.1996                     | Udine                              | Włochy                         | 19:107                         | 19                             |
| 6.                             | 28.09.1996                     | Stadion GOKF, Gdańsk               | Dania                          | 16:10                          | 3                              |
| 7.                             | 19.10.1996                     | Casablanca                         | Maroko                         | 17:16                          | 0                              |
| 8.                             | 5.04.1997                      | Ołomuniec                          | Czechy                         | 32:39                          | 7                              |
| 9.                             | 20.04.1997                     | Madryt                             | Hiszpania                      | 10:44                          | 0                              |
| 10.                            | 10.05.1997                     | Sopot                              | Gruzja                         | 29:23                          | 7                              |
| 11.                            | 30.09.1997                     | Krasnojarsk                        | Ukraina                        | 28:36                          | 5                              |
| 12.                            | 2.10.1997                      | Krasnojarsk                        | Rosja                          | 26:70                          | 5                              |
| 13.                            | 26.10.1997                     | Amsterdam                          | Holandia                       | 7:49                           | 0                              |
| 14.                            | 14.03.1998                     | Łódź                               | Czechy                         | 28:27                          | 5                              |
| 15.                            | 28.03.1998                     | Stadion GOSiR, Gdynia              | Belgia                         | 30:10                          | 0                              |
| 16.                            | 2.05.1998                      | Bukareszt                          | Rumunia                        | 13:74                          | 0                              |
| 17.                            | 16.05.1998                     | Pruszcz Gdański                    | Ukraina                        | 8:19                           | 0                              |
| 18.                            | 24.10.1998                     | Brzeg Dolny                        | Czechy                         | 18:18                          | 0                              |
| 19.                            | 17.04.1999                     | Pruszcz Gdański                    | Litwa                          | 91:7                           | 21                             |
| 20.                            | 1.05.1999                      | Kijów                              | Ukraina                        | 18:37                          | 0                              |
| 21.                            | 2.10.1999                      | Stadion GOKF, Gdańsk               | Łotwa                          | 41:8                           | 0                              |
| 22.                            | 17.10.1999                     | Bruksela                           | Belgia                         | 43:14                          | 0                              |
| 23.                            | 1.04.2000                      | Warszawa                           | Szwajcaria                     | 15:8                           | 0                              |
| 24.                            | 16.05.2000                     | Lublin                             | Tunezja                        | 0:42                           | 0                              |
| 25.                            | 20.05.2000                     | Praga                              | Czechy                         | 13:39                          | 0                              |
| 26.                            | 22.10.2000                     | Berlin                             | Niemcy                         | 26:13                          | 6                              |
| 27.                            | 4.11.2000                      | Stadion GOSiR, Gdynia              | Czechy                         | 34:16                          | 0                              |
| 28.                            | 19.11.2000                     | Zagrzeb                            | Chorwacja                      | 8:3                            | 0                              |
| 29.                            | 22.09.2001                     | Ryga                               | Łotwa                          | 16:0                           | 0                              |
| 30.                            | 29.09.2001                     | Stadion Ogniwa, Sopot              | Szwecja                        | 18:6                           | 0                              |
| 31.                            | 3.11.2001                      | Kopenhaga                          | Dania                          | 26:19                          | 0                              |
| 32.                            | 6.04.2002                      | Stadion GOSiR, Gdynia              | Niemcy                         | 20:12                          | 0                              |
| 33.                            | 10.05.2003                     | Stadion GOSiR, Gdynia              | Holandia                       | 13:13                          | 3                              |
| 34.                            | 11.10.2003                     | Stadion GOSiR, Gdynia              | Szwecja                        | 36:0                           | 11                             |
| 35.                            | 25.10.2003                     | Stadion Budowlanych, Łódź          | Ukraina                        | 13:24                          | 3                              |
| 36.                            | 20.04.2004                     | Nationaal Rugby Centrum, Amsterdam | Holandia                       | 18:29                          | 13                             |

## Rodzina
Synem Bogdana Wróbla jest Kacper Wróbel, także rugbysta Orkanu Sochaczew występujący na pozycji łącznika ataku.